# Aubers
Aubers ist eine französische Gemeinde mit 1746 Einwohnern (Stand 1. Januar 2022) im Département Nord in der Region Hauts-de-France.

## Lage
Aubers liegt an der Grenze zum Département Pas-de-Calais, 20 Kilometer südwestlich von Lille und 15 Kilometer östlich von Béthune. Benachbarte Gemeinden sind Fleurbaix, Fromelles, Herlies, Illies, Lorgies, Neuve-Chapelle und Laventie.

## Geschichte
Die Gemeinde liegt in einem Gebiet, das während des Ersten Weltkriegs lange umkämpft war. Es gab einen Stellungskrieg mit vielen blutigen Grabenkämpfen. In der Region liegen zahlreiche Soldatenfriedhöfe, teils mit Gedenk-Monumenten.
Einige der Kämpfe zielten darauf, die Kontrolle über die Ebene zwischen den Flüssen Deûle und Leie (frz.: Lys) zu erlangen. Dabei wurde ein großer Teil der Kommune zerstört; die Einwohner mussten fliehen. Das Dorf wurde von Granaten völlig zerschossen. Nur ein Lindenbaum, der schon 1721 von einem Blitz in zwei Teile gespalten worden war, blieb wie durch ein Wunder stehen. Diese Linde hat heute einen Stamm-Umfang von etwa acht Metern.
Die Soldaten, die bei den Kämpfen starben, wurden zunächst provisorisch beerdigt und später auf dem Aubers Ridge British Cemetery gesammelt.
Der Wiederaufbau von Belgien und Nordfrankreich fing 1919 mit einer großen Minenräumaktion statt (unter Kontrolle der britischen Armee), weil im Boden zahlreiche Blindgänger lagen. Auch ein großer Metallmangel nach dem Krieg war ein Anreiz, sie zu sammeln. Es gab darauf spezialisierte "centres de tri et de démantèlement" (Eisengießereien, die dafür Konzessionen hatten).

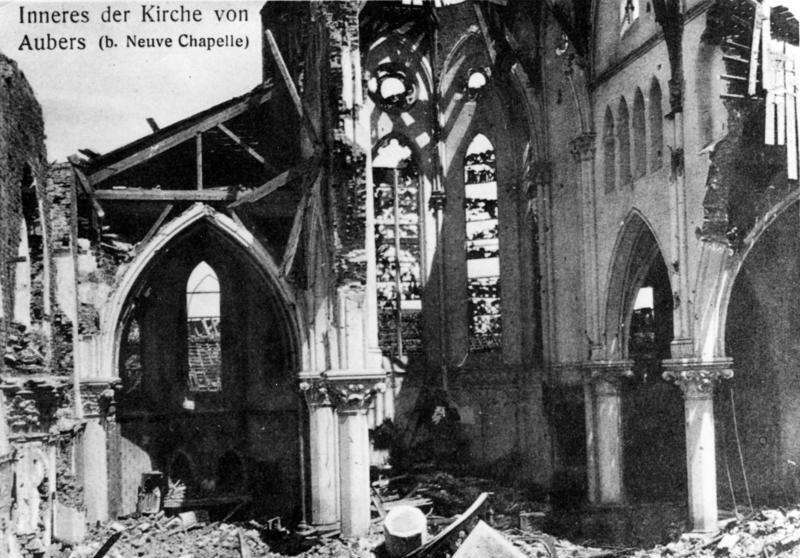
Kirchenruine 1914
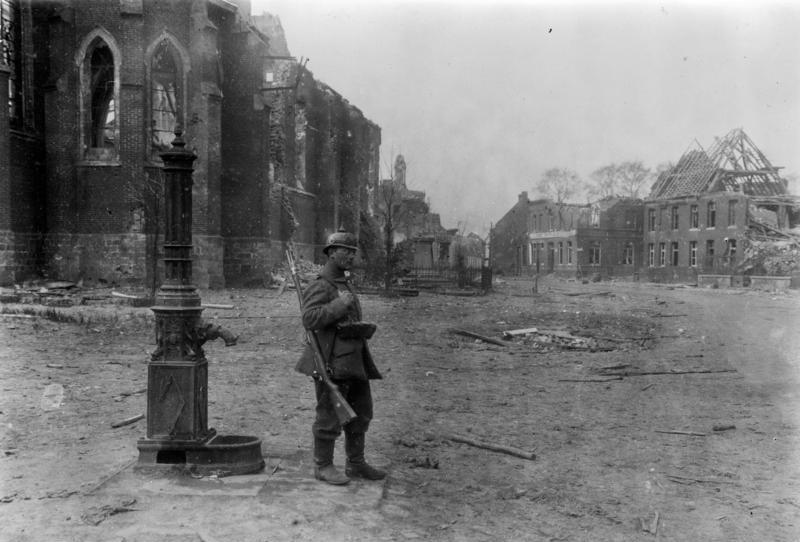
Marktplatz und Kirche 1914
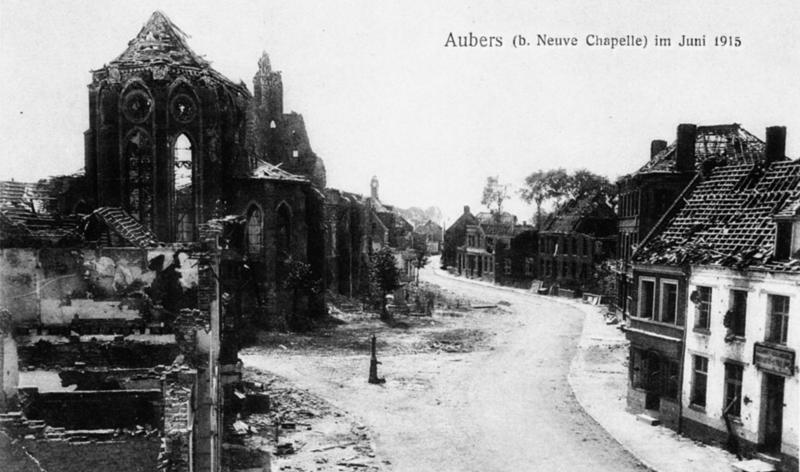
Dorfzentrum, Juni 1915

## Bevölkerungsentwicklung
| Jahr                       | 1962 | 1968 | 1975 | 1982 | 1990 | 1999 | 2011 | 2020 |
| Einwohner                  | 847  | 891  | 908  | 1311 | 1571 | 1584 | 1535 | 1698 |
| Quellen: Cassini und INSEE |      |      |      |      |      |      |      |      |

## Sehenswürdigkeiten
- Reitschule Le Domaine de L'Hippocrate
- die Linde von Joncquoy (gepflanzt 1490)
- zwei „Châteaux de Piètre“ (Burgen mit Wassergräben)
- Grotte Notre-Dame-de-Lourdes (seit 1958)
- Kirche Saint-Vaast (Ausstattungsteile als Monuments historiques geschützt)

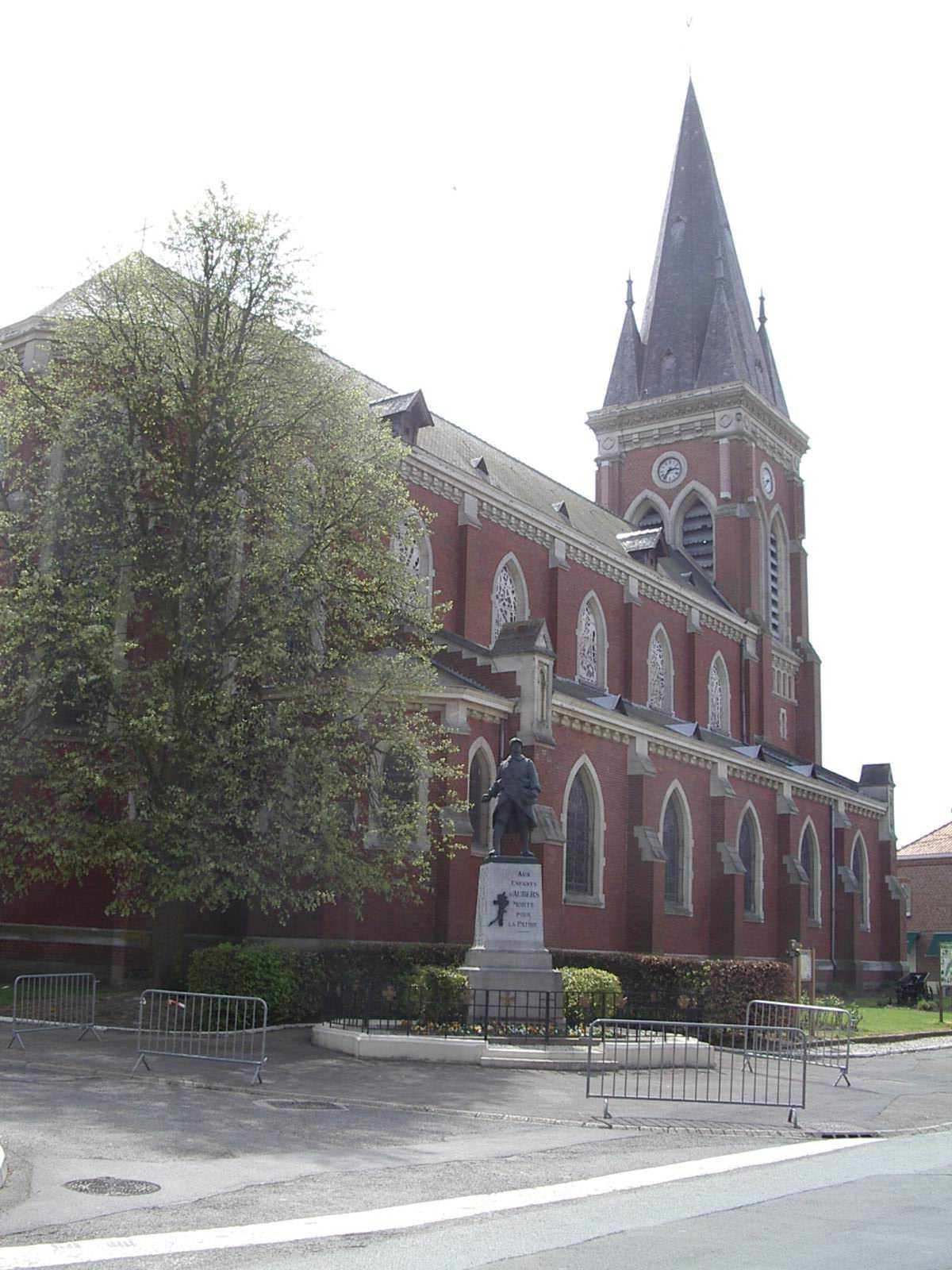
Kirche Saint-Vaast
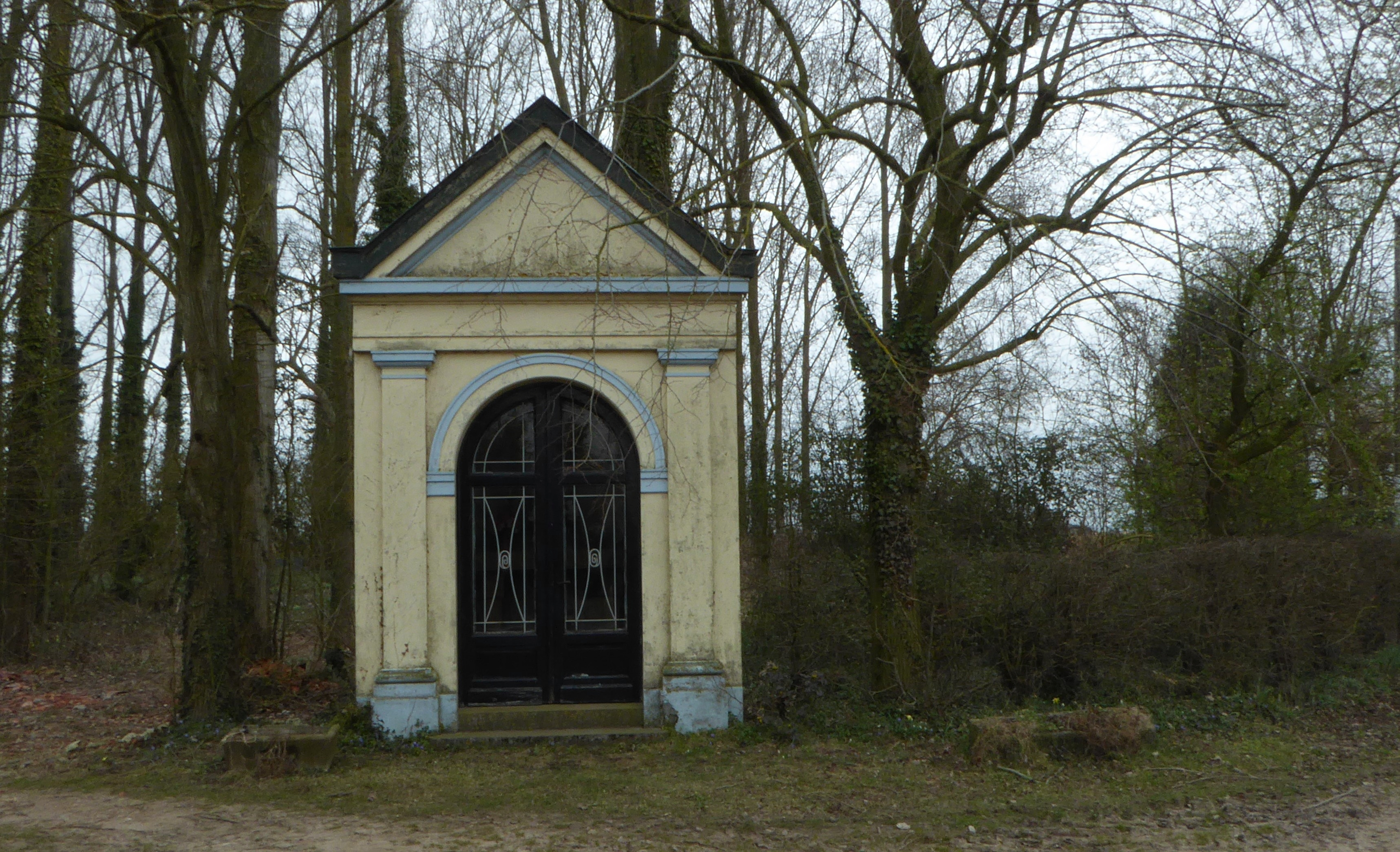
Kapelle Plouich
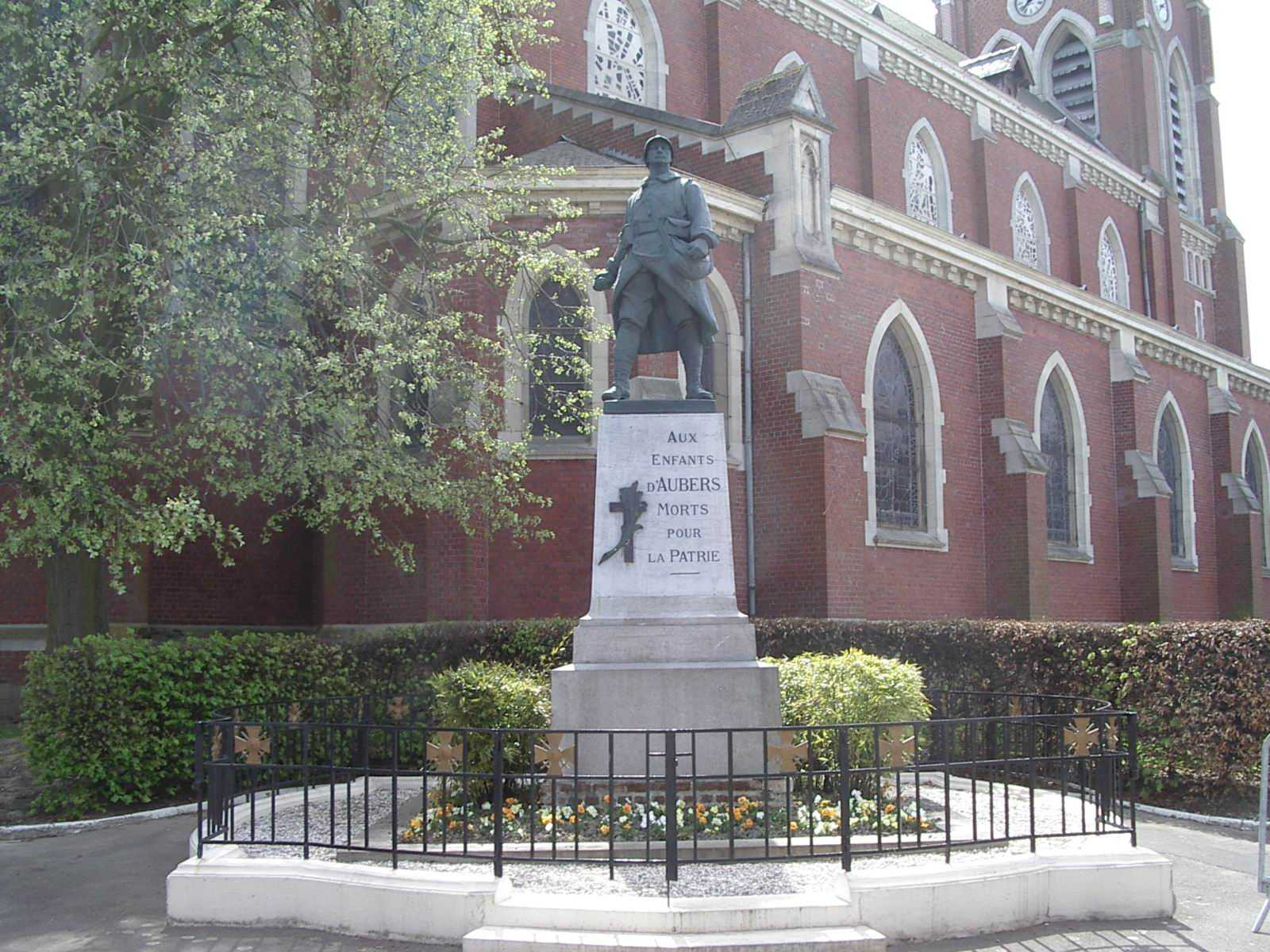
Kriegerdenkmal
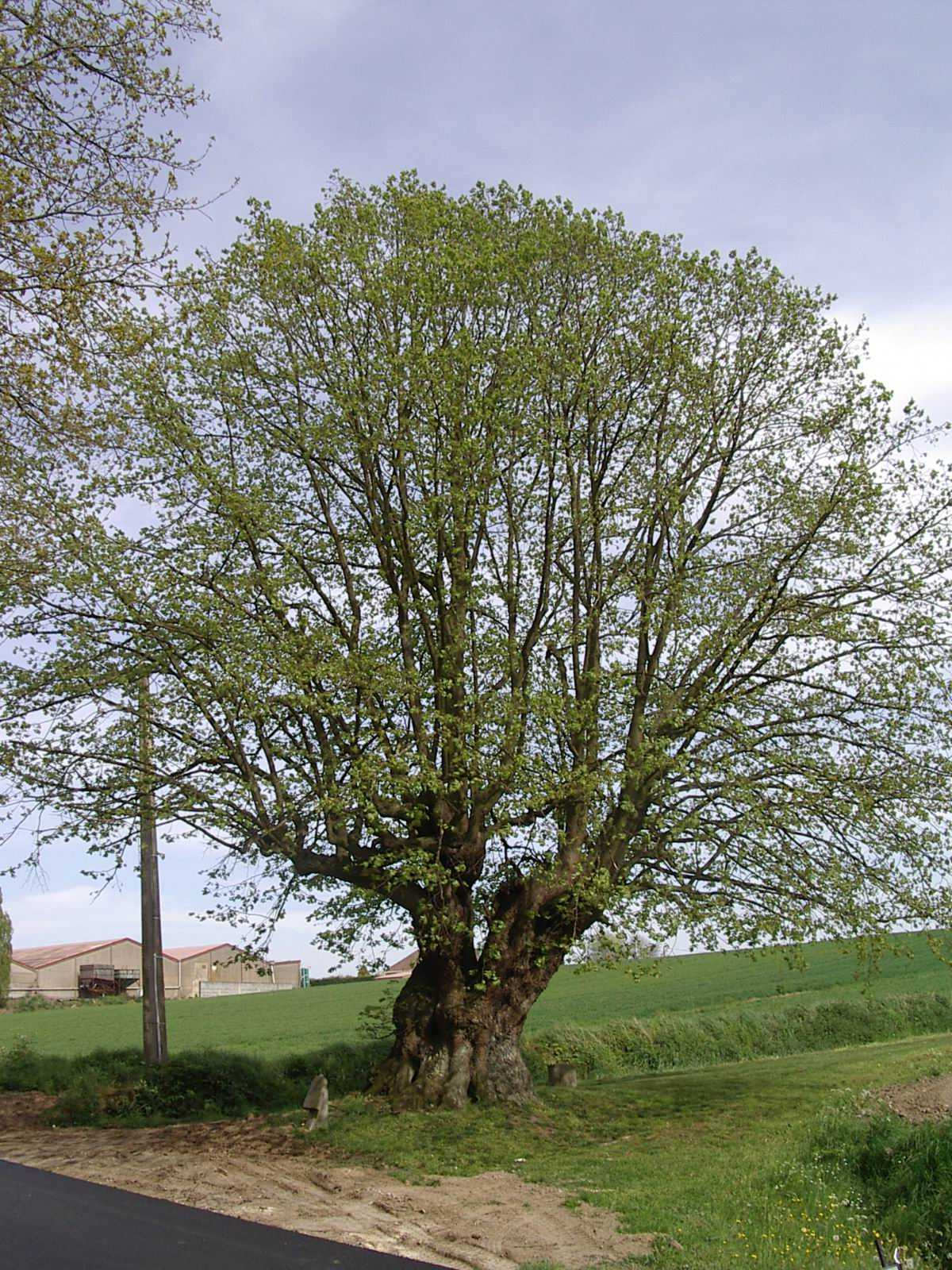
Linde von Joncquoy in Aubers
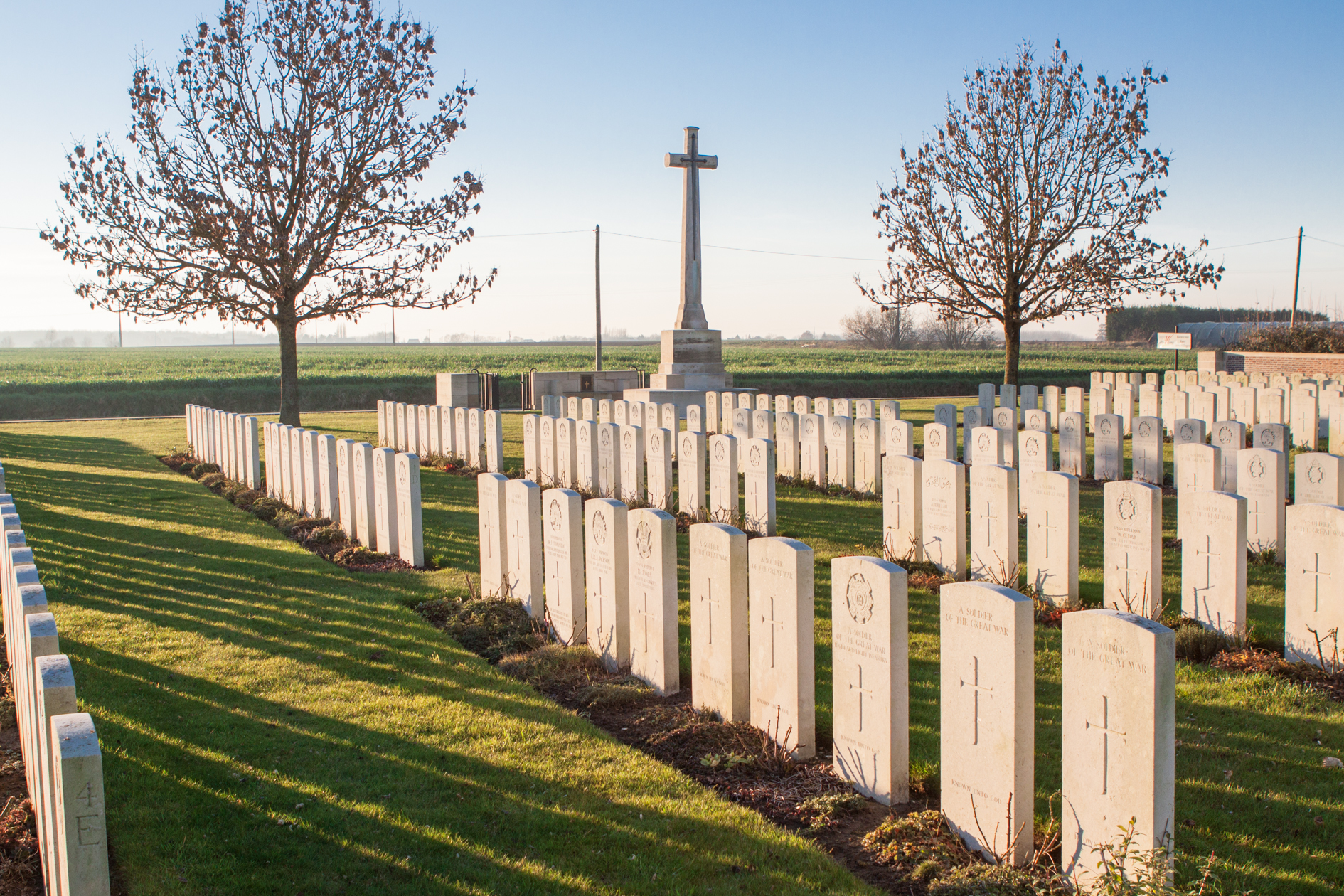
Britischer Soldatenfriedhof

## Persönlichkeiten
- Louis Marc (1880–?), Schwimmer und Wasserballspieler